# Klaus W. Müller (Theologe)
Klaus W. Müller (* 4. März 1944 in Stuttgart; † 16. Januar 2019 in Öschingen) war ein deutscher evangelischer Theologe und Hochschullehrer.

## Leben und Wirken
Nach seiner Reifeprüfung am Eberhard-Ludwigs-Gymnasium Stuttgart im Jahre 1963 trat Klaus W. Müller ab dem Wintersemester 1963/64 in das Evangelische Stift Tübingen ein und studierte Evangelische Theologie an der Eberhard Karls Universität Tübingen, unterbrochen von einem Studienaufenthalt an der Universität Heidelberg (1965/66). Seine erste theologische Dienstprüfung erfolgte im Sommersemester 1968. Als Vikar der Evangelischen Landeskirche in Württemberg war er in Stuttgart-Untertürkheim (1968 bis 1970) und beim Evangelischen Oberkirchenrat in Stuttgart (1970 bis 1971). Es folgte eine Tätigkeit als wissenschaftlicher Assistent bei Prof. Martin Hengel, zunächst an der Universität Erlangen-Nürnberg (1971 bis 1972), dann an der Universität Tübingen. Im Frühjahr 1973 legte Müller seine zweite theologische Dienstprüfung ab und wurde 1974 (als Pfarrer im Hochschuldienst) theologischer Geschäftsführer am Institut für Praktische Theologie der Tübinger Universität und ab 1982 Lehrbeauftragter für neutestamentliche Theologie. 1981 erfolgte seine Promotion mit einer von Luise Abramowski und Eberhard Jüngel betreuten Dissertation („Altioria te ne quaesiris. Studien zu Luthers Ausführungen über Gottes verborgenen Willen und ihren theologischen Ort“) über Martin Luther. 1989 wechselte er als Ausbildungsleiter an die Kirchlichen Ausbildungsstätte für Diakonie und Religionspädagogik in Ludwigsburg (Karlshöhe) und wurde dort Rektor der hier entstehenden Fachhochschule. 1998 übernahm er die Leitung des Pfarrseminars der Evangelischen Landeskirche in Württemberg in Stuttgart-Birkach. Dieses Amt hatte er bis zu seinem Eintritt in den Ruhestand 2008 inne.
Von 1996 bis 2007 gehörte Klaus W. Müller als Mitglied der „Offenen Kirche“ der Landessynode der Evangelischen Landeskirche in Württemberg an, von 1996 bis 2001 als Vertreter des Kirchenbezirks Leonberg-Ditzingen, bis 2007 als Vertreter der Theologischen Fakultät der Universität Tübingen, außerdem als Mitglied des Landeskirchenausschusses.
In seinen wissenschaftlichen Arbeiten beschäftigte sich Müller vor allem mit der Theologie Martin Luthers und mit dem Theologen Rudolf Bultmann.

## Veröffentlichungen
- (mit Werner Jetter): Theologie studieren in Tübingen. „Notizen aus der Provinz“. In: Deutsches Pfarrerblatt, Bd. 82 (1982), S. 410–413.
- (Hrsg., mit Eberhard Jüngel): Rudolf Bultmann / Theologische Enzyklopädie. Mohr, Tübingen 1984, ISBN 3-16-144736-0.
- Schierlingstrank und Kreuzestod. Anmerkungen zu den Prozessen gegen Sokrates und Jesus. In: Antike und Abendland, Bd. 32 (1986), S. 66–88.
- Apechei (Mk 14, 41). Absurda lectio? In: Zeitschrift für die neutestamentliche Wissenschaft, Bd. 77 (1986), S. 83–100.
- Neutestamentlicher Literaturüberblick. In: Pastoraltheologie, Bd. 78 (1989), S. 272–284 u. S. 346–356.
- König und Vater. Streiflichter zur metaphorischen Rede über Gott in der Umwelt des Neuen Testaments. In: Martin Hengel (Hrsg.): Königsherrschaft Gottes und himmlischer Kult Streiflichter zur metaphorischen Rede über Gott in der Umwelt des Neuen Testaments (= Wissenschaftliche Untersuchungen zum Neuen Testament, Bd. 55). Mohr, Tübingen 1991, S. 21–43, ISBN 3-16-145667-X.
- (Hrsg., mit Matthias Dreher): Rudolf Bultmann / Theologie als Kritik. Ausgewählte Rezensionen und Forschungsberichte. Mohr Siebeck, Tübingen 2002, ISBN 3-16-147406-6.
- Rudolf Bultmann und die Heilsgeschichte. In: Jörg Frey u. a. (Hrsg.): Heil und Geschichte. Die Geschichtsbezogenheit des Heils und das Problem der Heilsgeschichte in der biblischen Tradition und in der theologischen Deutung (= Wissenschaftliche Untersuchungen zum Neuen Testament, Bd. 248). Mohr Siebeck, Tübingen 2009, S. 693–723, ISBN 978-3-16-150110-4.
- Abschließende Response. In: Hermann Lichtenberger (Hrsg.): Wo ist Gott? Die Theodizee-Frage und die Theologie im Pfarramt (= Theologie interdisziplinär, Bd. 7). Neukirchener Verlag, Neukirchen-Vluyn 2009, S. 83–90, ISBN 978-3-7887-2356-9.
- Zwischen allen Stühlen. Theologische Existenz zwischen Universität und Pfarramt. In: Deutsches Pfarrerblatt, 112 (2012), S. 317–321.
- Zur „voluntas dei abscondita“ bei Martin Luther. Tradition und Innovation. In: Luther-Jahrbuch, Bd. 84 (2017), S. 118–169.
- „Wie die Träumenden“. Erinnerungen an 1968 und um 1968 herum. In: Deutsches Pfarrerblatt, Bd. 111 (2018), S. 492–496.